# Adolf Musálek
Adolf Musálek (3. října 1916 Svinov – 29. srpna 1943 Beaulieu) byl český pilot 311. československé bombardovací perutě RAF.

## Život

### Před druhou světovou válkou
Adolf Musálek se narodil 3. října 1916 ve Svinově u Ostravy v dělnické rodině. Žil v Martinově, vyučil se automechanikem. Mezi lety 1936 a 1938 absolvoval letecké učiliště v Prostějově a stal se armádním pilotem. Po dokončení studií sloužil ve Vyškově.

### Druhá světová válka
Po německé okupaci v březnu 1939 opustil Protektorát Čechy a Morava a přes Polsko odešel do Francie, kde vstoupil do cizinecké legie. Po vypuknutí druhé světové válkybyl ze závazku uvolněn a 2. října 1939 prezentován u vznikající jednotky Československé armády v zahraničí. Po pádu Francie v červnu 1940 se evakuoval do Spojeného království. Zde byl 24. července přijat do Royal Air Force a po výcviku 24. srpna zařazen k 311. československé bombardovací peruti. První operační turnus ukončil 16. ledna 1942, následně působil v neoperační službě. Druhý turnus u 311. perutě nastoupil 12. září 1942. Celkově nalétal 53 operačních letů. Dne 29. srpna 1943 zahynul během startu k dalšímu operačnímu letu, jehož úkolem byla protiponorková patrola nad Biskajským zálivem. Jeho stroj Consolidated B-24 Liberator BZ775 (G) se z neznámé příčiny zřítil na letišti v Beaulieu v Hampshiru. Dne 1. září 1943 byl pohřben na hřbitově v Brookwoodu. Dosáhl hodnosti rotmistra.

## Ocenění

### Vyznamenání
- 2x Československá medaile Za chrabrost před nepřítelem
- 3x Československý válečný kříž 1939

### Posmrtná ocenění
- Adolf Musálek byl v roce 1991 in memoriam povýšen do hodnosti plukovníka
- Po Plk. Adolfu Musálkovi bylo pojmenováno náměstí v ostravské čtvrti Martinov[1]